# Mats Ronander
Mats Sture Ronander, även kallad Malla, född 1 april 1954 i Sundsvalls församling, Västernorrlands län, är en svensk rocksångare, gitarrist och kompositör.

## Biografi
Ronander är född i Sundsvall, uppvuxen i Örebro och bor på Södermalm, Stockholm. Han har varit gift med den danska sångerskan Sanne Salomonsen och har tre barn med olika kvinnor.

### Karriär
Mats Ronander började redan som femtonåring i Örebrobandet Crossway Blues, som hade spelningar i Göteborg, Malung, Västerås med flera ställen. I början av 1970 hoppade han vid ett par tillfällen in i Peps & Blues Quality som ersättare för Peps Persson som då drogs med hälsoproblem. På grund av dessa avbröt Peps samarbetet under våren och Blues Quality upplöstes en tid därefter. Bandet ombildades till Nature med Mats som sångare/munspelare. 
Nature gav ut några egna skivor, turnerade flitigt och samarbetade också med olika artister. Bland andra kompade man Ulf Lundell på en turné med en liveplatta som slutresultat. Ronander spelade även med på tre av Lundells studioalbum och gjorde några turnéer som gitarrist i dennes band. I Lundells roman Sömnen från 1977 citeras en Rats Monander, och i filmatiseringen av boken 1984 spelar Ronander rollfiguren "Tommy Cosmo". Efter Nature bildade Ronander och Lasse Wellander bandet Wellander & Ronander.
Ronander turnerade med Abba i Europa, Nordamerika och Japan. Han spelade huvudrollen i filmatiseringen av Ulf Lundells roman Sömnen. 
Hans största framgång utanför grupperna kom 1992 med singeln "Gör mig lycklig nu" (en duett med Kim Larsen) och albumet Himlen gråter för Elmore James producerad av Max Lorentz. Han medverkade som sångare och gitarrist i Low Budget Blues Band som gav ut tre album. Ronander var även medlem i gruppen Grymlings när den återförenades 2004-2005, i vilken han ersatte Pugh Rogefeldt.
Utöver detta har han varit verksam som studiomusiker och  producent. I denna roll har han producerat bland annat Py Bäckmans genombrottsalbum Sista föreställningen (1983) samt spelat gitarr på låten "Wagon Wheels" på Kikki Danielssons album Första dagen på resten av mitt liv (2011).  
Han har varit gästartist hos Robert Wells Rhapsody in Rock, turnerat med The Refreshments, turné med The Original Abba Orchestra under våren 2007. Ronander bildade tillsammans med Tommy Körberg, Claes Malmberg och Johan Rabaeus gruppen Ravaillacz, som ställde upp i Melodifestivalen 2013.

## Diskografi

### Solo
- 1981 – Hård kärlek
- 1982 – God bok
- 1984 – 50/50
- 1985 – Tokig
- 1987 – Reality
- 1989 – Rock'n'roll Biznis
- 1992 – Himlen gråter för Elmore James
- 1995 – Svenska popfavoriter Mats Ronander (samling)
- 1995 – Collection (samling)
- 1996 – Innanför staden
- 2001 – Mats
- 2003 – Bästa
- 2006 – Ronander Live
- 2018 – Mats Ronander & The Dusty Runners
- 2020 – Malla Motell

### Ronander Blues
- 2012 – Ronander Blues - First Take

### Wellander & Ronander
- 1978 – Wellander & Ronander

### Grymlings
- 2005 – Grymlings III

### Film- och TV-musik
- 1977 – Jack
- 1980 – Konst är dyrbarare än korv
- 1984 – Sömnen
- 1985 – Kalle Bakom (TV-film)
- 1999 – Dödlig drift

## Filmografi
- 1976 – Margit och Glenn[8] (TV-film)
- 1980 – Konst är dyrbarare än korv
- 1984 – Sömnen
- 2001 – Brudlopp